# Vila Blanca
Vila Blanca és una obra noucentista de Sant Vicenç de Montalt (Maresme) inclosa a l'Inventari del Patrimoni Arquitectònic de Catalunya.

## Descripció
L'edifici té planta baixa i dos pisos. La seva façana té els elements molt ben ordenats i a més, té dos cosso laterals longitudinals a la planta baixa. De composició eclèctica, amb marcades referències neoclàssiques. La porta d'entrada disposa d'un gran balcó a sobre suportat per columnes.